# The Miner's Request
The Miner's Request è un cortometraggio muto del 1913 interpretato e diretto da Arthur Mackley. Altri interpreti del film, prodotto dalla Essanay Film Manufacturing Company di Chicago, sono Virginia True Boardman, True Boardman, Fred Church e Bess Sankey.

## Produzione
Il film fu prodotto dalla Essanay Film Manufacturing Company. Venne girato a Niles. Gilbert M. 'Broncho Billy' Anderson, fondatore della casa di produzione Essanay (che aveva la sua sede a Chicago), aveva individuato nella cittadina californiana di Niles il luogo ideale per trasferirvi una sede distaccata della casa madre. Niles diventò, così, il set dei numerosi western prodotti da Anderson.

## Distribuzione
Distribuito dalla General Film Company, il film - un cortometraggio a una bobina - uscì nelle sale cinematografiche USA il 2 gennaio 1913.